# ریموند اوانز (ورزشکار)
ریموند اوانز (انگلیسی: Raymond Evans; ۲۸ سپتامبر ۱۹۳۹ – ۷ نوامبر ۱۹۷۴) بازیکن هاکی روی چمن اهل استرالیا بود.